# Ел Собранте (округ Контра Коста, Калифорнија)
Ел Собранте (енгл. El Sobrante, Contra Costa County) насељено је место без административног статуса у америчкој савезној држави Калифорнија.

## Демографија
По попису из 2010. године број становника је 12.669, што је 409 (3,3%) становника више него 2000. године.
| Група             | 2000.         | 2010.         |
| Белци             | 6.616 (54,0%) | 5.214 (41,2%) |
| Афроамериканци    | 1.491 (12,2%) | 1.673 (13,2%) |
| Азијати           | 1.532 (12,5%) | 1.986 (15,7%) |
| Хиспаноамериканци | 1.910 (15,6%) | 3.036 (24,0%) |
| Укупно            | 12.260        | 12.669        |